# Discografia de Il Pagante
La discografia de Il Pagante, gruppo musicale italiano, è costituita da quattro album in studio, trenta singoli e altrettanti video musicali (inclusi quelli come artisti ospiti), pubblicati dal 2012.

## Album in studio
| Anno | Titolo | Classifiche | Certificazioni |
| Anno | Titolo | ITA         | Certificazioni |
| ---- | --- | ----------- | -------------- |
| 2016 | Entro in pass - Pubblicato: 16 settembre 2016 - Etichetta: Warner Music Italy - Formati: CD, download digitale, streaming          | 3           | - ITA: Platino |
| 2018 | Paninaro 2.0 - Pubblicato: 21 settembre 2018 - Etichetta: Believe Digital, EVEN2018001 - Formati: CD, download digitale, streaming | 6           | - ITA: Platino |
| 2022 | Devastante - Pubblicato: 21 gennaio 2022 - Etichetta: Believe Music - Formati: CD, download digitale, streaming                    | 7           | - ITA: Oro     |
| 2025 | FOMO - Pubblicato: 13 giugno 2025 - Etichetta: Believe Music, M.A.S.T. - Formati: download digitale, streaming                     | 53          |                |

## Singoli

### Come artisti principali
| Anno                                                         | Titolo                                    | Classifiche | Certificazioni     | Album di provenienza |
| Anno                                                         | Titolo                                    | ITA         | Certificazioni     | Album di provenienza |
| ------------------------------------------------------------ | ----------------------------------------- | ----------- | ------------------ | -------------------- |
| 2012                                                         | Entro in pass                             | —           |                    | Entro in pass        |
| 2012                                                         | Si sboccia                                | —           |                    | /                    |
| 2012                                                         | Balza                                     | —           |                    | /                    |
| 2013                                                         | #Sbatti                                   | —           | - ITA: Oro         | Entro in pass        |
| 2014                                                         | Pettinero                                 | 28          | - ITA: Platino     | Entro in pass        |
| 2014                                                         | Faccio after                              | 68          | - ITA: Oro         | Entro in pass        |
| 2015                                                         | Vamonos                                   | 45          | - ITA: Oro         | Entro in pass        |
| 2016                                                         | La shampista                              | 71          | - ITA: Oro         | Entro in pass        |
| 2016                                                         | Bomber                                    | 15          | - ITA: Oro         | Entro in pass        |
| 2016                                                         | DAM                                       | 43          | - ITA: Oro         | Entro in pass        |
| 2016                                                         | Ultimo                                    | —           | - ITA: Oro         | Entro in pass        |
| 2017                                                         | Fuori corso                               | —           |                    | Entro in pass        |
| 2017                                                         | Too Much                                  | 34          | - ITA: Platino     | Paninaro 2.0         |
| 2018                                                         | Dress Code (feat. Samuel Heron)           | 13          | - ITA: Oro         | Paninaro 2.0         |
| 2018                                                         | Il terrone va di moda                     | 38          | - ITA: Platino     | Paninaro 2.0         |
| 2018                                                         | Radical chic                              | —           |                    | Paninaro 2.0         |
| 2018                                                         | Settimana bianca                          | 43          | - ITA: Platino (3) | Paninaro 2.0         |
| 2019                                                         | Adoro (feat. Myss Keta)                   | —           | - ITA: Oro         | Paninaro 2.0         |
| 2020                                                         | Portofino                                 | 20          | - ITA: Platino (2) | Devastante           |
| 2021                                                         | Open Bar                                  | 34          | - ITA: Platino (2) | Devastante           |
| 2021                                                         | Un pacco per te (feat. Lorella Cuccarini) | 81          |                    | Devastante           |
| 2022                                                         | Devastante (feat. Myss Keta)              | —           |                    | Devastante           |
| 2023                                                         | Poveri mai                                | —           |                    | Fomo                 |
| 2023                                                         | Cerveza                                   | —           |                    | Fomo                 |
| 2024                                                         | Spingere (feat. VillaBanks)               | 21          | - ITA: Oro         | Fomo                 |
| 2024                                                         | Maranza (con Fabio Rovazzi)               | 66          | - ITA: Oro         | Fomo                 |
| 2025                                                         | Clamo (feat. Sillyelly)                   | —           |                    | Fomo                 |
| 2025                                                         | Costa Smeralda                            | —           |                    | Fomo                 |
| "—" indica una pubblicazione non classificata in quel paese. |                                           |             |                    |                      |

### Come artisti ospiti
| Anno | Titolo                                 |
| ---- | -------------------------------------- |
| 2019 | Giulia (Prince Paris feat. Il Pagante) |
| 2022 | Super Cafoni (Ludwig feat. Il Pagante) |

## Altri brani entrati in classifica e/o certificati
| Anno                                                         | Titolo                                                            | Classifiche | Certificazioni | Album di provenienza |
| Anno                                                         | Titolo                                                            | ITA         | Certificazioni | Album di provenienza |
| ------------------------------------------------------------ | ----------------------------------------------------------------- | ----------- | -------------- | -------------------- |
| 2018                                                         | Dam 2 (Il ritorno) (feat. MadMan)                                 | 67          | - ITA: Oro     | Paninaro 2.0         |
| 2018                                                         | La triste storia dei ragazzi di provincia (feat. Gemelli DiVersi) | —           | - ITA: Oro     | Paninaro 2.0         |
| "—" indica una pubblicazione non classificata in quel paese. |                                                                   |             |                |                      |

## Collaborazioni
| Anno | Titolo                                     | Album di provenienza |
| ---- | ------------------------------------------ | -------------------- |
| 2020 | Per sempre nell'83 (J-Ax feat. Il Pagante) | SurreAle             |

## Video musicali
| Anno | Titolo                | Regista/i                              |
| ---- | --------------------- | -------------------------------------- |
| 2012 | Entro in pass         | —                                      |
| 2012 | Si sboccia            | —                                      |
| 2012 | Balza                 | Ivan Pots                              |
| 2013 | #Sbatti               | —                                      |
| 2014 | Pettinero             | —                                      |
| 2014 | Faccio after          | —                                      |
| 2015 | Vamonos               | JU/CE (Chiara Leonardi & Marco Zanata) |
| 2016 | La shampista          | Andrea Gallo                           |
| 2016 | Bomber                | Andrea Gallo                           |
| 2016 | DAM                   | Andrea Gallo                           |
| 2016 | Ultimo                | Igor Grbesic e Marc Lucas              |
| 2017 | Fuori corso           | Igor Grbesic e Marc Lucas              |
| 2017 | Too Much              | Andrea Gallo                           |
| 2018 | Dress Code            | Igor Grbesic e Marc Lucas              |
| 2018 | Il terrone va di moda | Enea Colombi                           |
| 2018 | Radical chic          | Andrea Gallo                           |
| 2018 | Settimana bianca      | Andrea Gallo                           |
| 2019 | Adoro                 | Enea Colombi                           |
| 2019 | Giulia                | —                                      |
| 2020 | Portofino             | Andrea Gallo                           |
| 2021 | Open Bar              | Andrea Gallo                           |
| 2021 | Un pacco per te       | Andrea Gallo                           |
| 2022 | Devastante            | Peter Marvu                            |
| 2022 | Super Cafoni          | BB Videos                              |
| 2023 | Poveri mai            | Davide Demeo                           |
| 2023 | Cerveza               | Andrea Rebuscini e Thomas Biasetto     |
| 2024 | Spingere              | Andrea Gallo                           |
| 2024 | Maranza               | Andrea Gallo                           |
| 2025 | Clamo                 | Andrea Gallo                           |
| 2025 | Costa Smeralda        | Elisa Marocci e Wassim Wilo            |